# Escaped Chasm
Escaped Chasm est un jeu d'aventure développé par Temmie Chang et sorti en 2019. Le jeu est un projet test, il a été publié le 2 avril 2019 en tant que logiciel gratuit sur Itch.io. Le jeu se déroule dans une maison abandonnée et suit l'histoire d'une fille sans nom dont les parents ne sont jamais revenu. Auparavant connue pour son travail d’illustratrice sur Undertale (2015) et Deltarune (2018) de Toby Fox, Chang a utilisé le jeu comme un moyen pour s'entraîner à utiliser le moteur RPG Maker MV.

## Gameplay et histoire
Escaped Chasm est un jeu d'aventure se concentrant sur l'exploration avec quatre fins différentes. Le joueur contrôle une fille sans nom qui vit seule dans la maison de ses parents. Sans ses parents, le joueur peut explorer librement la maison et progresser dans le jeu en notant des événements dans un journal. Dormir permet de voir une séquence de rêve et de continuer au jour suivant, . Au deuxième jour, la protagoniste rencontre un homme à l'apparence démoniaque nommé Zera, l'avertissant que sa maison sombre lentement dans le chaos. Au fil du temps, la maison s’effondre progressivement. Zera révèle que les parents de la fille sont partis et ne reviendront pas, il offre la possibilité de sauver la proganiste en l'emmenant dans un autre monde. Dans la fin principale, bien qu'elle sache qu'elle perdra la mémoire, la jeune fille accepte l'offre.

## Développement et sortie
Escaped Chasm a été développé par l'illustratrice et animatrice Temmie Chang, connue pour être l'artiste principale d'Undertale (2015) et de Deltarune (2018) de Toby Fox,. Il s'agit d'un projet de test et de la première tentative de Chang de travailler avec le moteur RPG Maker MV,,. Chang a travaillé sur l'art et l'animation tandis que Toby Fox a composé la bande sonore du jeu. Chang a également bénéficié de l'aide de contributeurs pour d'autres musiques et la conception sonore, James Roach apportant sa collaboration pour quelques musiques,,. Son objectif initial était d'écrire un scénario et de pratiquer le développement pour créer de meilleurs projets à l'avenir,. Escaped Chasm est sorti le 2 avril 2019 en tant que logiciel gratuit sur Itch.io. Le 10 juillet 2020, Chang a sorti Dweller's Empty Path, un jeu RPG Maker se déroulant dans l'univers de Escaped Chasm ; Toby Fox a de nouveau aidé à composer la musique, rejoint par le compositeur japonais Camellia,,.

## Réception
Escaped Chasm a reçu des critiques généralement positives pour son animation, ses visuels, sa musique et ses thèmes narratifs. Fraser Brown de PC Gamer a qualifié le jeu de « bref mais saisissant » et a décrit les visuels comme « solitaires et parfois dérangeants ». Dominic Tarason de Rock Paper Shotgun l'a décrit comme sincère et a aimé la juxtaposition des palettes de couleurs rouge et bleu dans l'une des cinématiques du jeu. Tarason a déclaré que cela rendait l'histoire « très réelle et oppressante » et l'a contrastée avec le pixel art du jeu. Les critiques ont salué la musique de Toby Fox.